# 國民革命軍陸軍第八十三軍
国民革命军第八十三军，在历史上曾3次组建。

## 粤军余汉谋部组成的第1个第八十三军
1937年10月，粤军第八路军第154师、第156师合编为第83军，隶属第十二集团军。由广东开赴上海参加淞沪会战、南京保卫战。
- 军长邓龙光/1938年9月莫希德
- 第154师师长巫剑雄/梁世骥
- 第156师师长邓龙光兼/王德全。前身为独立第四师、1936年7月第四军第九师、1936年8月第156师。
- 第151师：1938年9月从第六十二军调归该军。师长李卓元/莫希德兼。

1938年10月12日，日军在大亚湾平海、稔山、澳头、霞涌登陆（广州战役），莫部守军部分官兵离防外出广州。当日晚日军陷淡水。13日日军从淡水、澳头、稔山三路进攻惠州。莫部守军钟冠豪营及佛子凹炮兵指挥部均闻风撤退。14日151师何联芳旅及师直属队撤往博罗，惠州沦陷，10月21日广州陷落。11月15日，蒋介石以莫希德作战不力，丧师失地，予以撤职押送重庆查办，并下手谕：“着将莫希德一名枪决”。后经要人周旋，处分由枪决改为判刑，再改为保释，1941年冬出狱回武平岩前老家闲居。1938年11月15日邓龙光回任该军军长；12月21日该军撤消。第151师改隶第六十六军；第154师改隶第六十三军；第156师改隶第六十四军。邓龙光转任第六十四军军长。

## 晋军组成的第2个第八十三军
1939年3月国民政府军事委员会批准阎锡山晋军在山西乡宁组建第八十三军。隶属国民革命军第六集团军。
- 军长杜春忻
- 第204旅 旅长赵叔鸿。1941年1月改称暂编第49师。师长卫玉昆。
- 第206旅 旅长孙福麟。1941年1月改称暂编第50师。师长郭维新。
- 独立第8旅 旅长田齐卿。1941年1月裁撤。
- 第66师 师长王思田。1941年1月从第四十三军改隶第83军

1941年3月，孙福麟代理军长，贾毓芝任副军长。军部驻乡宁石碣村。1945年9月上党战役中被晋冀鲁豫野战军全歼，第66师师长李佩膺、暂编第49师师长张宏被俘。
战后，重建该军，下辖：
- 第66师，师长王思田
- 暂编第49师；
- 暂编第50师被裁。

1946年初，该军被裁，第66师改隶第六十一军建制；暂编第49师改隶第四十三军建制。

## 新编第3军改称的第1个第八十三军
陈诚主政东北后，1947年11月大力扩编正规部队，以新编第六军第14师、第十三军第54师与新建的暂编第59师合编组建新编第三军。1948年9月改称第八十三军，隶属第九兵团。